# Baudhanáth

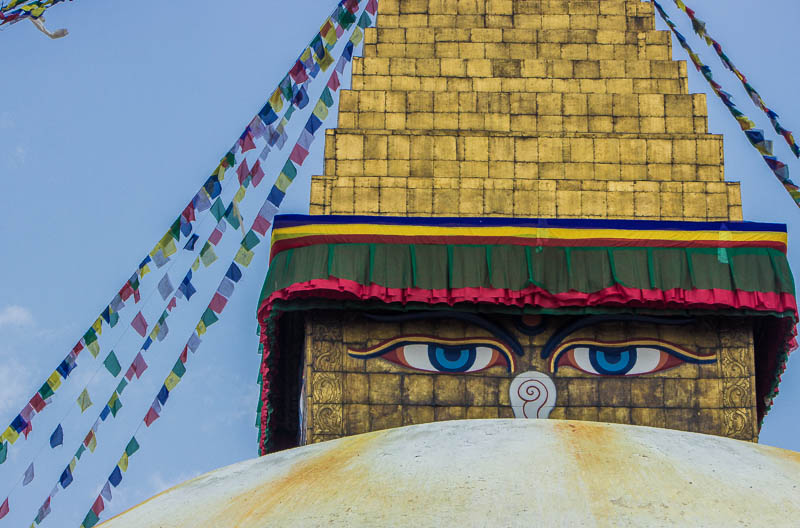
A Boudhanath sztúpa szemei

A Baudhanáth (dévanágari, nepáli: बौद्धनाथ) (vagy Boudha, Bouddhanath vagy Baudhanath vagy Khásza Csaitja) egy buddhista sztúpa Nepálban, a Katmandu-völgyben, amely UNESCO világörökségi helyszín. Az épület neve nepáli bhasa nyelven Khászti, nepáli nyelven Bauddha, illetve tibetiül Dzsarung Khasor (བྱ་རུང་ཁ་ཤོར།, wylie: bja rung kha sor). A sztúpa Katmandu központjától és északkeleti külvárosától 11 kilométerre található. A hatalmas mandalája miatt a világ egyik legnagyobb sztúpájának számít.
A Baudhanáth sztúpa uralja a teljes láthatárt. A Nepál fővárosába beáramló nagy számú tibeti menekültnek köszönhetően már több mint 50 tibeti gompa  (kolostor) épült a Baudhanáth körül. 1979-ben a Boudhanath felkerült az UNESCO világörökségi helyszínek listájára és a Szvajambhunáth (dévanágari: स्वयम्भूनाथ स्तुप) mellett Katmandu egyik legnépszerűbb turisztikai látványosságának számít.
A sztúpa a Tibetből érkező ősi kereskedelmi útvonalon fekszik, amely Szanku falunál érkezik be a Katmandu-völgy északkeleti csücskébe, elhalad a Baudhanáth mellett, innen tovább halad a kisebb méretű, ősi Csábahí sztúpa (gyakran hívják úgy is, hogy 'a kis Baudnáth') irányába, majd délnek fordul és a Bagmati-folyón keresztül ér Pátanba - tehát az út így halad át a fővároson, amelyet csak később alapítottak. Évszázadok óta éltek a sztúpa közelében tibeti kereskedők, azonban a tibeti menekültek megérkezésével nőtt meg igazán a tibetiek száma. A hagyományok szerint a sztúpa belsejében található Kasszapa Buddha sírja.

## Története

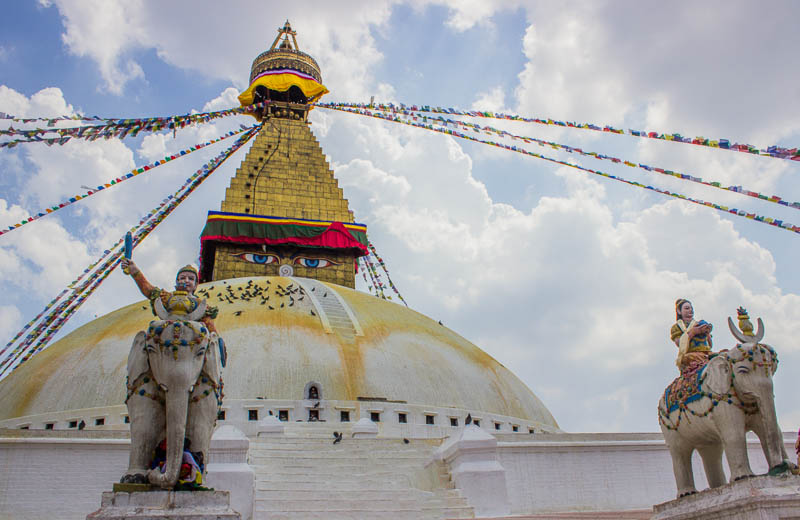
A sztúpa

A Gopálarádzsavamsávalí (Gopu) szerint a Baudhanáth sztúpát a nepáli liccsavi király Sivadeva (590 körül - 604) alapította. Más nepáli krónikák szerint azonban Mánadeva (464-505) király alapította. Egyes tibeti források szerint, a helyszínen a 15-16. században kiásott buckában Amsuvarmá (605-621) csontjaira bukkantak.
Szintén a Baudhanáth sztúpa megépítőjének tekintik a tibeti Triszong Decen (755 - 797) királyt.
2015. április 25-én egy 7,8-as erősségű földrengés hatalmas károkat okozott a sztúpában.

## Leírása
A Baudhanáth sztúpa felülről egy óriási mandalára, a buddhista kozmológia keresztmetszetére emlékeztet. A tibeti mandalákhoz hasonlóan a fő pontokat a négy dhjáni buddha (bölcsességbuddha) jelöli, míg Vairócsana van a középpontban (a sztúpa fehér gömbrészében). Az öt bölcsességbuddha testesíti meg az öt elemet (föld, víz, tűz, levegő és éter), amelyek kifejezésre kerülnek a sztúpa építészetében. Más szimbolikus számokat is találni: a sztúpa kilenc szintje jelképezi a misztikus Meru-hegyet, a világegyetem középpontját, illetve az alaptól a csúcsig szaladó 13 gyűrű jelenti a megvilágosodáshoz, avagy a „bodhi”-hoz vezető ösvényt - innen a sztúpa neve is.
A sztúpa alapzatát körbeveszi egy 16 oldalú szabálytalan fal, amelyek fülkéin falfestmények szerepelnek. Az öt bölcsességbuddhán kívül a Baudhanáth sztúpa szorosan összekapcsolódik Avalókitésvara (Padmapani) bodhiszattva személyével, akinek 108 alakját szobrokon ábrázolták a talapzat mentén. A sztúpa körül az alapzaton körbefutó imakerekeken az Avalókitésvarát ábrázoló képeken kívül az Avalókitésvara mantra - om mani padme hum - szerepel. Az alapzat három hatalmas pódiumból áll, amelyek mérete egyre csökken. Ezek a pódiumok a Földet szimbolizálják. Innen jól rálátni a sztúpát körbejáró és kántáló buddhista szerzeteseket. Ezután következik két sor kör alakú lábazat, amely a sztúpa félgömb részét tartja. Ez a vizet szimbolizálja. A Szvajambunáth sztúpához hasonlóan, itt is négyszögletes torony került a félgömb tetejére, amelynek mind a négy oldalára felfestették Buddha mindenlátó szemeit. Az orr helyén egy kérdőjelszerű szimbólum található, amely valójában a nepáli 1-es jele. Ez a Buddha tanítása által elérhető megvilágosodás egyetlen útját jelenti. Efelett szerepel a harmadik szem, amely Buddha bölcsességét jelképezi.
A négyszögletes torony tetején van egy 13 lépcsős piramis, amely a megvilágosodáshoz való feljutás létráját jelképezi. A tűz elemet absztrakt módon jelöli egy háromszög. A torony tetején van egy aranyozott baldachin (a levegő szimbóluma) és egy arany spirál (az éter és Vairócsana szimbóluma). A sztúpához rögzített imazászlók az ég irányába szállítják az imákat és a mantrákat. A sztúpa legfőbb szintjéhez a főbejárat az északi oldalon helyezkedik el. Itt szerepel Amoghasziddhi (a jövőbeli buddhák őse) és Maitréja szobra. A sztúpa körül keskeny utcák és sikátorok tekergőznek, amelyek mentén színes házak, tibeti buddhista kolostorok és utcai árusok sorakoznak.

## Mitológia

### Padmaszambhava buddhizmus

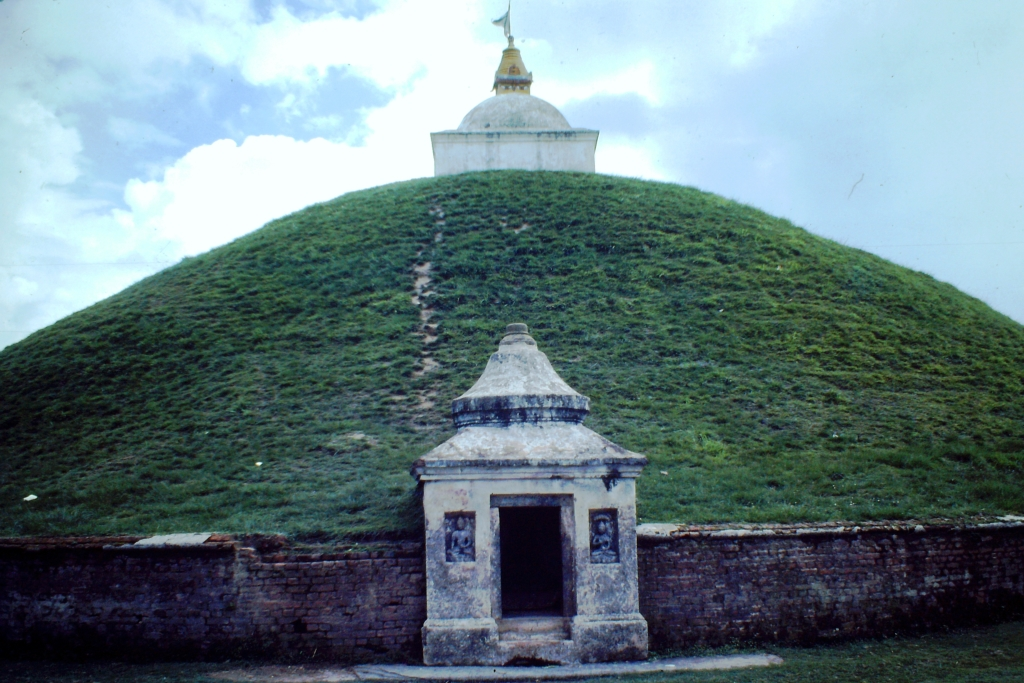
A kis Baudnáth, Katmandu. 1979 - fényképezte: James Khati.

A legenda szerint egy bizonyos Apszara, egy korábbi életében Dzsjadzsima (tibeti: བྱ་རྫི་མ།, wylie: bja rdzi ma) néven élt egy közönséges földi családban, miután a spirituális érdemei lecsökkentek a mennyországban. Négy férje volt, akik mindegyikétől egy-egy fia született: Tadzsibu (tibeti: རྟ་རྫིའི་བུ།, wylie: rta rdzi'i bu) egy lókereskedő fiaként, Phagdzsibu (tibeti: ཕག་རྫིའི་བུ།, wylie: phag rdzi'i bu) egy kondás fiaként, Khjidzsibu (tibeti: ཁྱི་རྫིའི་བུ།, wylie: khyi rdzi'i bu) egy kutyakereskedő fiaként és Dzsjadzsibu (tibeti: བྱ་རྫིའི་བུ།, wylie: bja rdzi'i bu) egy baromfi kereskedő fiaként. Mindnyájan nagyon vallásosak voltak, ezért elhatározták, hogy megépítik a leghatalmasabb cshörtent (sztúpa). A sztúpa megépítéséhez szükséges területet Madzsjadzsima (tibeti: མ་བྱ་རྫི་མ།, wylie: ma bja rdzi ma) bocsátotta a rendelkezésükre. Az építkezéshez szükséges anyagokat elefántokkal, lovakkal és szamarakkal hordták. Madzsjadzsima négy évvel később meghalt, amikor az épület első négy szintje állt még csupán. További három évvel később teljesen elkészült a sztúpa. Úgy tartják, hogy több ezer buddha és istenség született újra lámaként a sztúpában.
Miután a sztúpa elkészült Tadzsibu szorgalmasan imádkozott, hogy királlyá válhasson az északi területen és terjeszthesse a vallást. Így válhatott belőle a következő életében Triszong Decen, a tibetiek egyik dharma királya. Phagdzsibu tudós szeretett volna lenni, hogy úgy terjeszthesse a vallást, így következő életében Sántaraksita bódhiszattvaként született újra, megvilágosodott tibeti tanítóként. Khjidzsibu következő életében Padmaszambhavaként született újra Oddijána országban. Legyőzte a vallást terjesztését akadályozó démonokat és folyamatosan védte az azt követő támadásoktól. Dzsjadzsibuból lett később a tibeti Bhami Thri Zher (tibeti: སྦ་མི་ཁྲི་བཞེར།, wylie: sba mi khri bzher) miniszter.
A négy testvér csupán magukért imádkoztak és elfelejtettek imádkozni a cipekedést végző állatokért, akik emiatt mérgesek lettek. Az elefántból lett a tibeti Langdarma király, aki az ország területén buddhistaüldözést végzett. A szamárból lett Dudlon Mazhang Drompakje (tibeti: བདུད་བློན་མ་ཞང་གྲོམ་པ་སྐྱེས།, wylie: bdud blon ma zhang grom pa szkjesz) miniszter. Az állatok fogadalmát meghalló holló pedig azt fogadta meg, hogy védelmezni fogja a dharmát, ezért következő életében Lha Lung Pal Gyi Dordzse (tibeti: ལྷ་ལུང་དཔལ་གྱི་རྡོ་རྗེ།, wylie: lha lung dpal gyi rdo rdzse) formájában meggyilkolta Langdarma királyt.

## Külső hivatkozások
- Boudhanath.com Boudhanath sztúpa, Katmandu, Nepál (angolul)
- útikalauz, Boudhanath sztúpa Archiválva 2021. május 16-i dátummal a Wayback Machine-ben (angolul)
- Boudhanath sztúpa - videó (angolul)
- Boudhanath - Khandro.net, legendák és jóslatok  (angolul)
- Bodhnath sztúpa: Boudhanath virtuális séta Archiválva 2011. június 5-i dátummal a Wayback Machine-ben
- Nepál világörökségi helyszínei (angolul)